# Aeroportul Learmonth
Aeroportul Learmonth (IATA: LEA, ICAO: YPLM) este un aeroport din Australia de Vest, Australia ce deservește zona Exmouth Gulf Station⁠(d). Aeroportul a fost tranzitat în 2022 de 96.954 de pasageri.
Situat la o altitudine de 6 m, aeroportul dispune de o singură pistă. Este operat de Shire of Exmouth⁠(d).